# Tupu
Tupu is een Frans-Canadese tekenfilmserie over een verwilderd meisje uit New York. Er zijn 26 afleveringen gemaakt; in Nederland werden deze op Zapp uitgezonden en in België op Ketnet.

## Plot
De doorgaans blootsvoetse Tupu woont in een eikenboom in Central Park met haar trouwe eekhoorn Whatsup; ze kan de dieren verstaan en heeft weinig kennis van de beschaafde wereld. Tupu is innig bevriend met Norton, een burgemeesterszoon die avonturier wil worden zoals zijn ouders, en heeft een bloedhekel aan mensen die de dieren en de natuur mishandelen. Shoobert Shoobz, een parkopzichter die bij zijn moeder onder de plak zit, spaart kosten noch moeite om "dat roodharige monster" te vangen maar vist iedere keer achter het net.

## Nederlandse stemmen
- Tupu: Kirsten Fennis
- Norton: Jimmy Lange
- Shoobert Shoobz: Marcel Jonker
- Burgemeester Bordon: Jan Elbertse
- Jeremy: Sander van der Poel
- Malcolm: Just Meijer
- Baby John: Kiki Koster
- Mevrouw Divette: Marieke de Kruijf